# Joakim Persson (Fußballspieler)
Joakim Persson (* 3. April 1975 in Helsingborg) ist ein ehemaliger schwedischer Fußballspieler und heutiger -trainer.

## Vereinskarriere
Persson spielte in seiner Jugend für Högaborgs BK. 1992 schloss er sich Malmö FF an. Sein Debüt für die Erste Mannschaft gab er 1994 bei einem Pokalspiel gegen Landskrona BoIS.
1996 ging Persson nach Italien zu Atalanta Bergamo. Hier spielte er jedoch nur selten und wechselte nach weniger als zwei Spielzeiten zurück nach Schweden, zum IFK Göteborg. Doch auch hier fasste er nicht richtig Fuß.
2000 verließ er Schweden erneut und schloss sich dem Dänischen Erstligisten Esbjerg fB an. In der Saison 1999/2000 folgte der Abstieg in die Zweite Liga. In der darauffolgenden Saison gelang der direkte Wiederaufstieg.
Im Sommer 2002 wechselte Persson nach Deutschland in die 1. Bundesliga zum FC Hansa Rostock. Neben Andreas Jakobsson, Marcus Lantz, Peter Wibrån, Magnus Arvidsson und Rade Prica war er der sechste Schwede im Kader der Mecklenburger. Unter Trainer Armin Veh spielte er im defensiven Mittelfeld und kam in seiner ersten Saison für Hansa auf 26 Bundesligaeinsätze. Seine Premiere in der höchsten deutschen Spielklasse gab er gleich am ersten Spieltag, beim 2:0-Auswärtssieg beim TSV 1860 München. Persson konnte am Ende der Saison mit Hansa den Klassenerhalt sichern. Nachdem Hansa die Saison 2003/04 mit vier Niederlagen begonnen hatte, trat Armin Veh als Trainer zurück und wurde von Juri Schlünz ersetzt. Schlünz zog Persson aus dem Mittelfeld in die Abwehr und ernannte ihn zum Abwehrchef. Nachdem der Schwede in den ersten sechs Partien der Saison nur einmal spät eingewechselt wurde, stand er in 27 der letzten 28 Partien auf dem Platz. Sein erstes und einziges Tor für Hansa erzielte er am 11. Spieltag beim 1:1 in Mönchengladbach. Am Saisonende stand ein neunter Tabellenplatz. In der Saison 2004/05 kam Persson sogar auf 30 Bundesligaeinsätze. Diesmal konnte er mit der Mannschaft die Klasse jedoch nicht halten und stieg als Tabellenvorletzter aus der 1. Bundesliga ab. In seiner Zeit bei Rostock spielte Persson zusätzlich siebenmal im DFB-Pokal. Bei drei Elfmeterschießen traf er zweimal und verschoss einen Elfmeter.
Nach dem Abstieg verließ Persson die Rostocker und wechselte nach Norwegen zum Tippeligaen-Club Stabæk Fotball. Obwohl er in Stabæk einen längerfristigen Vertrag besaß, zog es ihn 2007 wieder in sein Heimatland. Er wechselte in die Superettan, die zweiten schwedischen Liga, zu Landskrona BoIS.

## Nationalmannschaft
Der fünffache Juniorenauswahlspieler (ein Tor) bestritt 27 Partien für die schwedische U-21 Nationalmannschaft und erzielte dabei acht Tore.
Für die A-Nationalmannschaft lief Persson dreimal auf. 1997 spielte er im King’s Cup in Thailand gegen Rumänien, Japan und im Finale gegen Thailand. Im Finalspiel erzielte er ein Tor.

## Trainer
Im Juni 2023 übernahm Persson den Cheftrainerposten beim dänischen Zweitligisten AC Horsens.

## Privat
Joakim Persson ist Vater von drei Kindern.